# Syngonanthus angolensis
Syngonanthus angolensis är en gräsväxtart som beskrevs av H.E.Hess. Syngonanthus angolensis ingår i släktet Syngonanthus och familjen Eriocaulaceae. Inga underarter finns listade i Catalogue of Life.